# Паула Весала
Паула Юлія Весала (фін. Paula Julia Vesala; нар. 10 грудня 1981, Кярсямяки (поблизу м. Оулу), Фінляндія) — фінська співачка, поетеса, професійно озвучує кінострічки.
Закінчила престижний спецзаклад — Вищу школу музики й танцю м. Куопіо та Академію ім. Сібеліуса за класом скрипки та класичного співу. З дитинства має хороший смак до поезії, фінської народної творчості.
З 2002 — вокалістка поп-гурту PMMP, який має чотири студійні альбоми. Весала вважають поп-зіркою фінської музики. Але найбільшу славу вона зажила на дублюванні фіномовних версій голівудських стрічок.
Неофіційна дружина (подруга) вокаліста гурту «The Rasmus» Лаурі Юльонена, у квітні 2008 народила від нього сина.

## Дискографія
Альбоми гурту PMMP
- Kuulkaas enot!
- Kovemmat kädet (2005)
- Leskiäidin tyttäret (2006)
- Puuhevonen (2007)

## Смаки
- Улюблена письменниця — Туве Янссон.
- Улюблені поети — Гелена Ангава (Helena Anhava), відома післявоєнна модерністка Еева-Лійса Маннер (Eeva-Liisa Manner), Пааво Гаавікко (Paavo Haavikko), Бо Карпелан (Bo Carpelan), Айла Мерілуото (Aila Meriluoto), Еева Кілпі (Eeva Kilpi), переклади з японської поезії Туомаса Ангава (Tuomas Anhava).
- Улюблений колір — сірий.
- Улюблена їжа — сир, овочі.